# FRIENDS (写真集)
『FRIENDS』（フレンズ）シリーズは、全5巻からなる豪華版の少女ヌード写真集である。各5,000円（税込）。また、ビデオも発売された。本項では写真集、ビデオの両方を扱う。

## 写真集の概要
写真家・力武靖と、そのパトロンとも言うべきロリコンショップ・ペペ代表の田中一雄によって企画されたもので、児童エロチカと芸術的なヌードの両立をコンセプトとした試みを行った。具体的には、単なる少女のエロティシズムを追求するのではなく、構図や色彩など美術的観点からも満足のゆくポートレートを目指し、児童エロチカというよりもナチュリスト写真集の作りに近いとも言える。その上で完全無修正とするほか、画質や印刷の具合などにも拘りを見せるものとなった。
『FRIENDS』シリーズの5,000円は高額であるが、豪華版としての装丁を施し、表紙にも硬質の板紙を用い、更にブックカバーと帯を付けた。いずれもペアヌードもしくは集団ヌード作品であり、モデルも既存の写真集では起用しなかった新規の少女および少年を採用した。『FRIENDS』シリーズでモデルは10人に及ぶが、このうちの8人が複数の写真集を出すこととなり、また、力武の作品を代表するモデルとなっていく西村理香や三浦佳代子が含まれることから、このシリーズが彼の写真家活動においても特別な位置付けにあったことが窺える。
監修は田中一雄、撮影は力武靖が担当し、販売はスーパーバイザーでありビデオ版の製作者でもある田中一雄の経営するロリコンショップ・ペペのみの独占販売とされ、同店の看板商品となっていた。
なお、『FRIENDS』シリーズではモデルは全て下の名前だけが表記されていた。

## ビデオの概要
『FRIENDS』シリーズの発売以前にもロリコンショップ・ペペでは力武靖の手による少女ヌード写真集の関連ビデオを独占的に販売していたが、これらは主にそれらの写真集のメイキングビデオという位置付けであり、撮影風景を収録したものが殆どであった。
一方、『FRIENDS』シリーズのビデオは写真集と並行して撮影された、写真集と同じテーマを持った別作品であり、30分間の本編と5分間のメイキングで構成された。本編は単なるメイキングではなく一定のシナリオを以って構成され、声こそ無いものの、それなりに物語性のある映像作品として制作された。かつて清岡純子が、写真集と並行してロリータビデオを制作していたことがあるが、それらの作品に類するものと言える。こうした結果、性的な魅力を引出す過程を撮影したほかのメイキングビデオシリーズとは異なり、写真集と同様にナチュリストビデオ作品を思わせる作りになっている。
力武作品を含む既存の写真集は原則として陰裂には修正が施されたが、メイキングビデオは無修正でリリースされ、それがペペの「売り」にもなっていた。『FRIENDS』シリーズのビデオもまた完全無修正を貫いたものとなっている。

## 各巻の内容

### FRIENDS 「なかよしこよし」
1994年9月27日発行。モデルは久美・真美。カラー、一部モノクローム。
『FRIENDS』シリーズの第1作目。格調の高さを強調すべく、モノクロームの写真を織り交ぜるなど、それまでの力武作品との差別化が随所に見られる。
とはいえ、児童エロチカの世界において、モノクローム写真を採用することでより芸術性を出そうという試みはこれまでにも国内海外を問わず行われたきたものであり、特に目新しいものではない。しかし、本作の撮影に到るまでに、力武の撮影機材は相当に潤沢なレベルへと到達していたこともあり、既存のそうした作品と比べても、画質面において上回っているといえる。
ヌード以外に、私服姿、下着姿、スクール水着姿などを収録している。
モデルの天本久美、新井真美は、ともに本作がデビューであったが、両者ともモデル活動を続けた。
なお、この時点ではまだ全5巻になるという発表はされなかった。

### FRIENDS II 「楽園ものがたり」
1995年6月10日発行。モデルは智子・千春。オールカラー。
森の中の水辺で戯れる少女が全体を通してのテーマとなっている。
第1巻に同じく、ヌード以外に、私服姿、下着姿、ブルマーを履いた体操着姿のほか、パレオのような水着姿などを収録している。
モデルの島澤智子、倉嶋千春は、ともに本作がデビュー。モノクロームといった小手先の技を排した故か、作品としての評価はこちらを高いとされ、より好調な売れ行きを見せた。なお、千春は本作のみでの活躍に終った。

### FRIENDS III 「おさななじみ」
1995年発行。モデルははるか・健太郎。オールカラー。
幼馴染との初恋がテーマ。帯では「これが限界」と詠っており、国内唯一の中学生少年少女によるペアヌードである。
お互いに相手の身体や下着にクレヨンで絵を描くボディペインティングを行った後、その下着を飾ったキャンバスを挟んで全裸で立ち、身体に描かれた絵を披露する展覧会のような場面を置く。更にその落書きをお互いに消し合い、全裸のままで2人揃って昼寝をする。
無修正ではあるが、健太郎は常に性器を隠すポーズ、もしくは写り込まない構図となっている。
性に多感な年頃ということも考慮され、撮影には多くの技巧が駆使された。
販売市場が限定されていることに加え、多くの少女愛者には少年の存在は受け入れがたかったらしく、最終的には完売はしたものの、児童買春、児童ポルノに係る行為等の処罰及び児童の保護等に関する法律の施行直前まで在庫を抱えるに到った。

### FRIENDS IV 「よりみち」
1996年3月28日発行。モデルは理香・佳代子。オールカラー。
モデルの西村理香は力武作品のみならず少女ヌード写真集の代名詞的存在ともなる少女であり、また、三浦佳代子も力武作品の代表的なモデルの1人へとなっていく、まさに美少女中の美少女を揃えたペアヌード。
表紙カバーは、紺のブレザーを着用して赤いタータンチェックのスカート・紺ハイを履き、赤いベレー帽を被った制服姿の理香と、同様の制服姿でタータンチェックのズボンを履き、青いベレー帽を被った佳代子で、ヌード以外に同様の制服姿やブレザーを脱いだ白シャツ姿、下着姿、ラフな格好の私服姿などを収録している。
児童エロチカとしての過激さこそ少ないものの、そうしたモデルのルックスや体型が大きな評判を呼び、『FRIENDS』シリーズ一の大ヒット作となった。全5巻中でも最も早く完売したタイトルである。

### FRIENDS V 「六人の天使たち」
1996年7月21日発行。モデルは理香・佳代子・智子・真美・弥生・厚子。オールカラー。
『FRIENDS』シリーズ最終巻。それ故か、年齢幅のある6人の少女を揃えた贅沢な作りをしている。
6人とも衣装を揃え、公立中学の合唱隊を思わせる白い制服やスクール水着、法被を纏い、公園で休日を過ごすといった雰囲気をテーマとしている。